# قايمية العليا (دابوي الجنوبي)
قایمیة العلیا (بالفارسية: قایمیه‌علیا) هي قرية تقع في إيران في قسم دابوي الجنوبی الريفي. يقدر عدد سكانها بـ 392 نسمة بحسب إحصاء 2016.